# Піскарьов Олександр Михайлович
Олекса́ндр Миха́йлович Піскарьо́в (рос. Александр Михайлович Пискарёв, нар. 18 листопада 1948, Іваново) — радянський футболіст, що грав на позиції нападника. По завершенні ігрової кар'єри — радянський, а потім російський тренер. Майстер спорту СРСР. Заслужений тренер РРФСР (1987).

## Клубна кар'єра
Зведеним братом Піскарьова є футболіст івановського «Текстильника» і ленінградського «Динамо», майстер спорту СРСР Борис Карасьов. Саме він привів Олександра у футбольну секцію «Текстильника».
У дорослому футболі Піскарьов дебютував 1968 року виступами за команду клубу «Текстильник» (Іваново), в якій провів два сезони, взявши участь у 109 матчах Першої ліги СРСР.
Своєю грою за цю команду привернув увагу представників «Спартака» (Москва), до складу якого приєднався перед сезоном 1971 року. Відіграв за московських спартаківців наступні п'ять сезонів своєї ігрової кар'єри. Більшість часу, проведеного у складі московського «Спартака», був основним гравцем атакувальної ланки команди і став з командою срібним призером чемпіонату СРСР 1974 року та володарем Кубка СРСР 1971 року.
Згодом з 1976 по 1977 рік грав у складі першолігового СКА (Ростов-на-Дону), після чого грав у командах Другої ліги «Локомотив» (Калуга) та «Спартак» (Рязань), а завершив ігрову кар'єру у клубі «Червона Пресня» 1980 року.

## Виступи за збірну
У складі молодіжної збірної СРСР Піскарьов став срібним призером молодіжного чемпіонату Європи 1972 року.

## Кар'єра тренера
По завершенні кар'єри гравця залишився у «Червоній Пресні», ставши її головним тренером, пропрацювавши на цій посаді до 1982 року.
З 1984 року тренував юнацькі та молодіжні збірні СРСР, СНД і Росії (1984—1997). Під його керівництвом юнацька збірна СРСР до 17 років посіла друге місце на чемпіонаті Європи 1987 року і перше на чемпіонаті світу 1987 року. А зі збірною Росії до 20 років дійшов до чвертьфіналу молодіжного чемпіонат світу 1993 року.
У 1998 прийняв запрошення литовської команди «Кареда» (Шяуляй). Працював два роки й у цей період команда стала переможцем (1998) і срібним призером (1999) чемпіонату Литви, а також володарем Кубка Литви (1999).
У 2000 повернувся в Росію, очолював підмосковні «Хімки» (2000). У грудні 2000 — липні 2001 року був головним тренером мінського «Динамо». За нього «Динамо» дійшло до третього раунду Кубка Інтертото.
У 2002 року працював з підмосковним «Мострансгаз», а 2003 року входив до тренерського штабу махачкалінського «Анжі».
У січні — травні 2004 року очолював казахстанський «Восток», а у другій половині 2004 року тренував МТЗ-РІПО з Мінська.
У 2005 році знову опинився в Литві, ставши головним тренером «Каунаса». Однак досить скоро покинув клуб — зустрівшись в єврокубках з англійським «Ліверпулем», команда вдома програла 1:3. Після гри Піскарьов покинув команду.
З грудня 2005 по лютий 2010 року — тренер СДЮШОР «Спартак» (Москва).
У 2012 році був керівником програми розвитку молодіжного футболу ФК «Сибір» (Новосибірськ).

## Титули і досягнення

### Як гравця
- Володар Кубка СРСР: 1971

### Як тренера
- Чемпіон світу (U-16): 1987
- Чемпіон Литви: 1998
- Володар Кубка Литви: 1999